# Götaregeln
Götaregeln eller götamålsregeln (även västgötaskorrning) är en regel för hur r uttalas i vissa dialekter: med främre tungspets-r eller med bakre tungrots-r, beroende på var i ordet r-ljudet förekommer. På svenska förekommer fenomenet i götamålen. Uttalet av r anses karakteristiskt för dessa mål och brukar kallas götamåls-r. Principen kan återfinnas i många språk världen över, till exempel i portugisiska, varianter av spanska i Colombia och på Puerto Rico.
Regeln innebär att tungrots-r ([ʁ]) används i början av ord och i början av betonade stavelser, samt där ljudet är långt (rr). Det innebär att ord som räv, stearin och dörr alla har tungrots-r. I övriga positioner används tungspets-r ([r]). Ett ord som räkröra har alltså båda r-ljuden, först två tungrots-r och sedan ett tungspets-r.
Traditionellt sett har områdena med götamåls-r omfattat norra Halland, Västergötland (utom längst i väster), Östergötland (utom norra delen), nordöstra Småland och sydöstra Värmland, men även angränsade delar av Västmanland, Närke och Dalarna. I nordöstra Småland och i delar av Östergötland uttalas tungrots-r som [w] som i engelska will eller helt vokaliserat, så att räv uttalas mer som oäv. Denna östgötska utveckling tog troligtvis sin början i städer i slutet av 1800-talet och beror enligt Jan Paul Strid förmodligen på den uttalslättnad det innebär att runda läpparna i stället för att höja tungryggen och skorra.
Alla dialekter inom områdena ovan följer inte samtliga regler utan gör vissa undantag. I Bergsjö socken och Hassela socken i Hälsingland har man haft tungrots-r endast i början av ord, vilket är en oberoende novation. I Västergötland förekommer också att talare har tungrots-r i början av ord men inte när konsonanten är lång. Detta kan bero på att när man gick över till att börja uttala tungspets-r som tungrots-r skedde denna förändring först i början av ord, och övergången vid långa konsonanter är den övergång som är minst genomförd.

## Uppkomst

### Tungrots-r
I dag förekommer tungrots-r i nästan hela Sydsverige, men har inte alltid gjort det. Det är osäkert när ljudet kom till Sverige, men Lundaforskaren Gösta Sjöstedt räknar i en undersökning från 1936 med att det bakre r-ljudet kom till Skåne från Västeuropa under 1700-talet och skriver att tungspets-r dominerade i norra Skåne, sydöstra Småland och Blekinge under 1800-talet. Från att ha anlänt i Skåne spreds sedan tungrots-r uppåt genom Sverige. I Göinge fanns dock tungspets-r kvar länge och i Nordisk familjebok från 1917 står att ”S. k. skorrande r är visserligen det allmänt brukade r-ljudet; dock höres tungspets-r i Ö. Göinge, delvis i Villand, V. Göinge och N. Åsbo.” Liksom i Västeuropa finns öar med tungspets-r i södra Sverige, som till exempel västra Blekinge och Emådalen i Småland samt Göteborg och Göta älvdal. I dessa fall beror det på ett vattendrag som förhindrat spridningen av tungrots-r.

### Götamåls-r
Götaregeln är inte ett geografiskt övergångsstadium mellan tungrots-r och tungspets-r utan har troligtvis uppkommit på egen hand i Västergötland och spridits sig i slutet av 1800-talet och början av 1900-talet från mellersta Västergötland och mellersta och västra Östergötland. Från mellersta Västergötland spreds det över landskapet till Halland och Värmland och från mellersta och västra Östergötland norrut i landskapet och söderut mot Småland. Götamåls-r avancerade alltså söderut medan tungrots-r avancerade norrut och de möttes till slut i östra Småland. I mitten av 1900-talet fanns där ännu ett område med endast tungspets-r.
Dialektforskaren Sven Hof nämner inget om olika uttal av r i en beskrivning av västgötska från 1772. Däremot låter Carl Jonas Love Almqvist, i Det går an från 1839, sin figur Sara Widebäck från Lidköping tala med en ”västgötabrytning av det vackrare slaget och en liten skorrning på r”. Götamåls-r torde alltså ha uppstått där vid 1700-talets slut. Troligtvis var Vättern en stor kommunikationslänk i och med tillkomsten av Göta kanal och götamåls-r kan ha spridits till Östergötland samtidigt som det spreds till Värmland, och med hjälp av Göta kanal spridits till Linköpingsområdet, förmodligen före mitten av 1800-talet. Troligtvis började spridandet även före öppnandet av kanalen. Från tätorterna i Östergötland spreds det sig sedan ut på landsbygden med hjälp av järnvägen.  Enligt en rapport av Anders Teodor Ålander från 1932 gick gränsen vid Motala ström. Dock kan undantag förekomma söder om strömmen, i synnerhet bland äldre där deras barn har götamåls-r medan de själva har tungspets-r. I sydöstra Värmland verkar övergången ha ägt rum efter 1825 och Gottfrid Kallstenius skriver i sin avhandling om bergslagsmål från 1902 att personer i 80-årsåldern endast har tungspets-r.
När Sjöstedt skrev sin avhandling 1936 var tungrots-r fortfarande på frammarsch norrut och vissa områden i norra Småland som haft götamåls-r fick tungsrots-r. I Västra Ryd märkte han att 30 % av barnen i folkskolan bytt r-ljud. I samrealskolan i Huskvarna kunde man iaktta bytet av r-ljud från årsklass till årsklass.

## Götaregeln i dag
I Östergötland är götamåls-r i dag på tillbakagång, men är starkare i Västergötland även om det är på tillbakagång även där. I en undersökning av Margareta Svahn om ungdomars dialekt i Skaraborg från 2006 är det nästan bara pojkar som har götamåls-r, ungefär en tredjedel av de intervjuade. Det är i synnerhet pojkar på yrkesförberedande linjer i Lidköping och Skara med tungrots-r, och det är nästan bara i början av ord. I en annan undersökning 2007 på orterna Borås, Kinna, Sollebrunn och Vara intervjuades 40 ungdomar i åldrarna 16-19 där fyra i Kinna har genomgående götamåls-r. Därtill fanns några med tungrots-r ibland. I samma undersökning undersöktes inspelningar på Swedia-projektet där den äldre generationen hade konsekvent götamåls-r där det kunde inträffa. Tendenserna bland västgötar verkade vara att tungrots-r i initial position inte är alltför ovanligt och förekommer även bland unga, medan det är ovanligare med tungrots-r i andra leden i sammansatta ord. Tungrots-r för ett långt r påträffades bara en gång under undersökningens gång. Bland inspelningarna på Swedia-projektet fanns ingen skillnad mellan kön, men i undersökningen bland gymnasieungdomar i Skaraborg var det främst pojkar med tungrots-r, även om det på många håll fanns flickor med skorrande r.